# Гарольд Рейнсфорд Старк
Гарольд Рейнсфорд Старк (англ. Harold Rainsford Stark; 12 листопада 1880, Вілкс-Барре, Лузерн, Пенсільванія — 20 серпня 1972, Вашингтон) — американський воєначальник, адмірал Військово-морських США (1939), 8-й керівник військово-морськими операціями (1939—1942). Учасник Першої та Другої світових війн. Напередодні Другої світової війни очолив військово-морські сили Сполучених Штатів, керував флотом у момент несподіваного нападу японського флоту на Перл-Гарбор. Пізніше був звинувачений у пасивному виконанні своїх прямих обов'язків у цей час та знятий з посади. Очолював американське угруповання ВМС на Європейському театрі війни. З 1946 року у відставці.

## Біографія
1899 році Гарольд Старк поступив на навчання до Військово-морської академії, яку 1903 році успішно завершив. У роки навчання отримав прізвисько «Бетті». З 1907 до 1909 молодий офіцер проходив службу на лінійному кораблі «Міннесота» американського Атлантичного флоту, який входив до складу Великого Білого флоту, що здійснив навколосвітній перехід.
У подальшому служив на різних кораблях, міноносцях та есмінцях. У 1917 році командував флотилією міноносців Азійського флоту, котрі здійснили перехід від берегів Філіппін до Середземного моря для участі в битвах у цьому регіоні. З листопада 1917 до січня 1919 року Старк служив у штабі командувача військово-морських сил США в Європі.
У післявоєнний час він служив начальником штабу на лінкорах «Норт Дакота» та «Вест Вірджинія». Пройшов повний курс навчання у Військово-морському коледжі, по завершенні якого став командиром судна забезпечення озброєнням і боєприпасами «Нітро» та надалі служив на офіцерських посадах в озброєнні ВМС.
З кінця 1920-х до середини 1930-х проходив службу начальником штабу, командиром ескадри есмінців Бойового флоту, помічником секретаря ВМС, командував лінкором «Вест Вірджинія».
З 1934 до 1937 року контрадмірал Г. Старк начальник бюро озброєння флоту. З липня 1938 його призначили командиром 3-ї крейсерської дивізії, а згодом командиром крейсерів Бойового флоту з присвоєнням звання віцеадмірал.
У серпні 1939 року Старк став начальником військово-морських операцій, його підвищили у повні адмірали. Під його проводом сталося збільшення американських ВМС, бойові кораблі флоту залучалися до Нейтральних патрулів проти німецьких підводних човнів в Атлантиці наприкінці 1941 року.
О 17:52 7 грудня 1941 року адмірал Г. Старк видав наказ про ведення необмеженої підводної війни проти японських субмарин у відповідь на атаку Перл-Гарбора.
Після нападу японського флоту на військово-морську базу в Перл-Гарборі, який спричинив великі втрати в особовому складі, кораблях та техніці, серед політичного керівництва США виникло багато запитань до флотського командування з приводу, — хто винен?! Головним питанням стало, чи володіло командування Тихоокеанським флотом достатнім рівнем інформації стосовно намірів адмірала Ямамото провести атаку американських сил на Гаваях. А саме, чи забезпечив адмірал Г. Старк, як керівник військово-морських операцій, та його начальник оперативного управління адмірал Р. Тернер командувача флотом у Перл-Гарборі адмірала Г. Кіммеля розвідувальними даними, що японський флот прямує до цього регіону.
На думку начальника розвідки флоту капітана Е. Лейтона, у цей період Г. Старк проявив себе таким, що абсолютно не відповідало його посаді та складності ситуації. Він віддавав якісь незрозумілі поради; на наполегливі прохання адмірала Р. Тернера не доводив важливу інформацію до осіб, яких це безпосередньо стосувалося; вагався в прийнятті рішення по ситуації й загалом не зміг проявили найкращі лідерські якості напередодні раптового нападу, що призвело до катастрофи.
Після Перл-Гарборської трагедії, адмірал Г. Старк протягом кількох місяців здійснював керівництво американським флотом, але в березні 1942 року на посаді керівника військово-морських операцій його змінив адмірал Е. Кінг.
Г. Старк відбув до Європи, де очолив угруповання американського флоту. Як командувач флотом США на Європейському театрі війни, він відповідав за процес концентрації сил на Британських островах, їхню підготовку до майбутніх десантних та морських операцій. У жовтні 1943 року його призначили командувати 12-м флотом, на чолі якого він брав участь у висадці союзних військ в Нормандії.
За ці роки адмірал Г. Старк загалом проявив себе як добросовісний начальник, він налагодив відмінні стосунки з британським військовим та політичним керівництвом, а також з іншими лідерами антигітлерівської коаліції. Особисто він був дружнім з генералом Ш. де Голлем, завдяки цій дружбі склались товариські відношення між американськими, британськими та французькими військовими, що готувалися та проводили військові операції в Європі. Адмірал Е. Кінг особисто висловлював подяку Г. Старку за цю діяльність.
Однак, після Нормандської операції, адмірал Г. Старк представ перед військово-морським судом з приводу своєї діяльності, що призвело до атаки на Перл-Гарбор. Суд визнав, що колишній керівник військово-морськими операціями не вжив необхідних заходів для попередження командувача Тихоокеанським флотом адмірала Г. Кіммеля про загрозу нападу, проте, від виконання своїх прямих обов'язків не ухилявся. Адмірал Е. Кінг, розглянувши хід справи, втрутився й Г. Старка звільнили з-під слідства.
З серпня 1945 до квітня 1946 року, до свого звільнення у відставку, адмірал Г. Старк служив у Вашингтоні. 20 серпня 1972 року він помер у Вашингтоні.